# Bayreuther Premierenbesetzungen des Siegfried

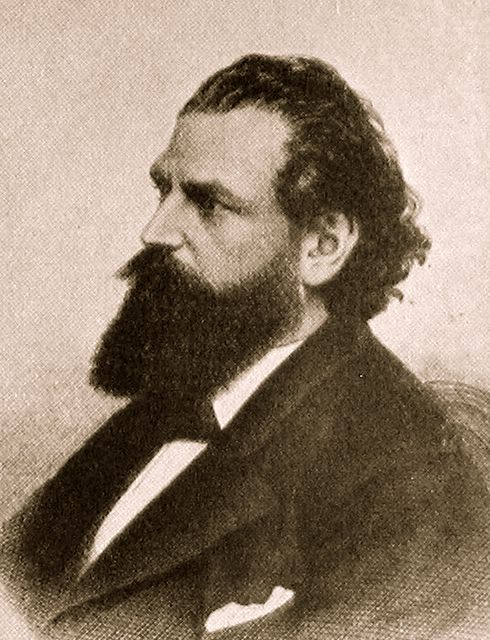
Georg Unger war der erste Siegfried bei den Bayreuther Festspielen 1876

Die Bayreuther Premierenbesetzungen des Siegfried listen die Mitwirkenden aller Neuinszenierungen von Richard Wagners Siegfried, dem dritten Teil und „Zweitem Tag“ der Tetralogie Der Ring des Nibelungen, bei den Bayreuther Festspielen.

## Zur Aufführungsgeschichte
Die Uraufführung von Richard Wagners Siegfried fand am 16. August 1876 im Rahmen der Richard-Wagner-Festspiele im Bayreuther Festspielhaus statt. Der Dirigent der Uraufführung war Hans Richter, bei dem Wagner jedoch die „Unsicherheit seiner Tempi“ beanstandete. Die Rolle des Siegfried sang der am Hoftheater Mannheim engagierte Tenor Georg Unger, mit dem Richard Wagner persönlich über mehrere Monate hinweg die Partie geprobt und einstudiert hatte. Dennoch blieb es bei diesem einzigen Engagement Ungers in Bayreuth.

## Die Premierenbesetzungen
In der sechsten Spalte sind die Aufführungszahlen der jeweiligen Inszenierung angegeben bis einschließlich der Saison 2024.
| Uraufführung, 16. August 1876, Dirigent: Hans Richter, Bühnenbilder: Josef Hoffmann, Kostüme: Carl Emil Doepler |                          |                                                          |                                                        |    |  |
| Georg Unger | Amalie Materna-Friedrich | Franz Betz Karl Hill Louise Jaide                        | Max Schlosser Franz von Reichenberg Marie Haupt        | 3  |  |
| 1896–1931: Inszenierung: Cosima Wagner, August 1896, Dirigent: Hans Richter, Ausstattung: Max Brückner, Paul von Joukowsky |                          |                                                          |                                                        |    |  |
| Alois Burgstaller | Lilli Lehmann            | Carl Perron Fritz Friedrichs Ernestine Schumann-Heink    | Hans Breuer Johannes Elmblad Josefine von Artner       | 41 |  |
| 1933–1942: Inszenierung: Heinz Tietjen, Dirigent: Karl Elmendorff, Ausstattung: Emil Preetorius, Kurt Palm |                          |                                                          |                                                        |    |  |
| Max Lorenz | Frida Leider             | Rudolf Bockelmann Robert Burg Enid Szánthó               | Erich Zimmermann Emanuel List Irmingard Scheidemantel  | 18 |  |
| 1951–1958: Inszenierung: Wieland Wagner, Dirigent: Hans Knappertsbusch, Bühnenbilder: Wieland Wagner, Kostüme: Ingrid Jorissen (1. August 1951)                                                                                   |                          |                                                          |                                                        |    |  |
| Bernd Aldenhoff | Astrid Varnay            | Sigurd Björling Heinrich Pflanzl Rut Siewert             | Paul Kuën Friedrich Dalberg Wilma Lipp                 | 16 |  |
| 1960–1964: Inszenierung: Wolfgang Wagner, Dirigent: Rudolf Kempe, Ausstattung: Wolfgang Wagner, Kostüme: Kurt Palm (27. Juli 1960)                                                                                                |                          |                                                          |                                                        |    |  |
| Hans Hopf | Birgit Nilsson           | Hermann Uhde Otakar Kraus Marga Höffgen                  | Herold Kraus Peter Roth-Ehrang Dorothea Siebert        | 12 |  |
| 1965–1969: Inszenierung: Wieland Wagner, Dirigent: Karl Böhm, Bühnenbild: Wieland Wagner, Kostüme: Kurt Palm (26. Juli 1965) |                          |                                                          |                                                        |    |  |
| Wolfgang Windgassen | Birgit Nilsson           | Josef Greindl Gustav Neidlinger Lili Chookasian          | Erwin Wohlfahrt Kurt Böhme Erika Köth                  | 12 |  |
| 1970–1975: Inszenierung: Wolfgang Wagner, Dirigent: Horst Stein, Ausstattung: Wolfgang Wagner, Kostüme: Kurt Palm (27. Juli 1970)                                                                                                 |                          |                                                          |                                                        |    |  |
| Jean Cox | Berit Lindholm           | Thomas Stewart Gustav Neidlinger Marga Höffgen           | Georg Paskuda Bengt Rundgren Hannelore Bode            | 15 |  |
| 1976–1980: Inszenierung: Patrice Chéreau, Dirigent: Pierre Boulez, Bühnenbild: Richard Peduzzi, Kostüme: Jacques Schmidt, Licht: Manfred Voss (25. Juli 1976)                                                                     |                          |                                                          |                                                        |    |  |
| René Kollo | Gwyneth Jones            | Donald McIntyre Zoltán Kelemen Hanna Schwarz             | Heinz Zednik Bengt Rundgren Yoko Kawahara              | 17 |  |
| 1983–1986: Inszenierung: Peter Hall, Dirigent: Sir Georg Solti, Ausstattung: William Dudley (26. Juli 1983) |                          |                                                          |                                                        |    |  |
| Manfred Jung | Hildegard Behrens        | Siegmund Nimsgern Hermann Becht Anne Gjevang             | Peter Haage Dieter Schweikart Sylvia Greenberg         | 13 |  |
| 1988–1992: Inszenierung: Harry Kupfer, Dirigent: Daniel Barenboim, Bühnenbild: Hans Schavernoch, Kostüme: Reinhard Heinrich, Licht: Manfred Voss (28. Juli 1988)                                                                  |                          |                                                          |                                                        |    |  |
| Siegfried Jerusalem | Deborah Polaski          | Franz Mazura Günter von Kannen Anne Gjevang              | Graham Clark Philip Kang Hilde Leidland                | 13 |  |
| 1994–1998: Inszenierung: Alfred Kirchner, Dirigent: James Levine, Ausstattung: Rosalie, Licht: Manfred Voss (27. Juli 1994) |                          |                                                          |                                                        |    |  |
| Wolfgang Schmidt | Deborah Polaski          | John Tomlinson Ekkehard Wlaschiha Birgitta Svendén       | Manfred Jung Eric Halfvarson Joyce Guyer               | 16 |  |
| 2000–2004: Inszenierung: Jürgen Flimm, Dirigent: Giuseppe Sinopoli, Choreinstudierung: Eberhard Friedrich; Bühnenbild: Erich Wonder, Kostüme: Florence von Gerkan (27. Juli 2000)                                                 |                          |                                                          |                                                        |    |  |
| Wolfgang Schmidt | Gabriele Schnaut         | Alan Titus Günter von Kannen Mette Ejsing                | Michael Howard Philip Kang Claudia Barainsky           | 16 |  |
| 2006–2010: Inszenierung: Tankred Dorst, Dirigent: Christian Thielemann, Choreinstudierung: Eberhard Friedrich; Bühnenbild: Frank Philipp Schlößmann, Kostüme: Bernd Ernst Skodzig (26. Juli 2006)                                 |                          |                                                          |                                                        |    |  |
| Stephen Gould | Linda Watson             | Falk Struckmann Andrew Shore Mihoko Fujimura             | Gerhard Siegel Jyrki Korhonen Robin Johannsen          | 16 |  |
| 2013–2017: Inszenierung: Frank Castorf, Dirigent: Kirill Petrenko, Bühnenbild: Aleksandar Denić, Kostüme: Adriana Braga Peretzki, Licht: Rainer Casper, Video: Andreas Deinert, Jens Crull (27. Juli 2013)                        |                          |                                                          |                                                        |    |  |
| Lance Ryan | Catherine Foster         | Wolfgang Koch Martin Winkler Nadine Weissmann            | Burkhard Ulrich Sorin Coliban Mirella Hagen            | 16 |  |
| 2022−: Inszenierung: Valentin Schwarz, Dirigent: Cornelius Meister, Bühne: Andrea Cozzi, Kostüme: Andy Besuch, Licht: Reinhard Traub, Dramaturgie: Konrad Kuhn (COVID-19-bedingt verschoben auf 2022, Premiere am 3. August 2022) |                          |                                                          |                                                        |    |  |
| Andreas Schager | Daniela Köhler           | Tomasz Konieczny Olafur Sigurdarson Okka von der Damerau | Arnold Bezuyen Wilhelm Schwinghammer Alexandra Steiner | 8  |  |